# Zabytkowy cmentarz w Chełmsku Śląskim
Zabytkowy cmentarz – znajduje się w powiecie kamiennogórskim w Chełmsku Śląskim.
Na cmentarzu znajduje się murowana kaplica z ok. 1915 r. Cmentarz otacza mur z bramami z końca XVIII w., początku XIX w. i ok. 1900 r. Brama główna pochodzi z 1658 r. Na cmentarzu stoi kamienny krzyż z XIX w. oraz pomnik w kształcie smukłego obelisku, poświęcony ofiarom wojny z 1866 r., który ustawiony został w 1871 r. Na cmentarzu rośnie sosna czarna (Pinus nigra) – pomnik przyrody. Zachowała się część zabytkowych niemieckich grobów z końca XIX i początku XX w. 

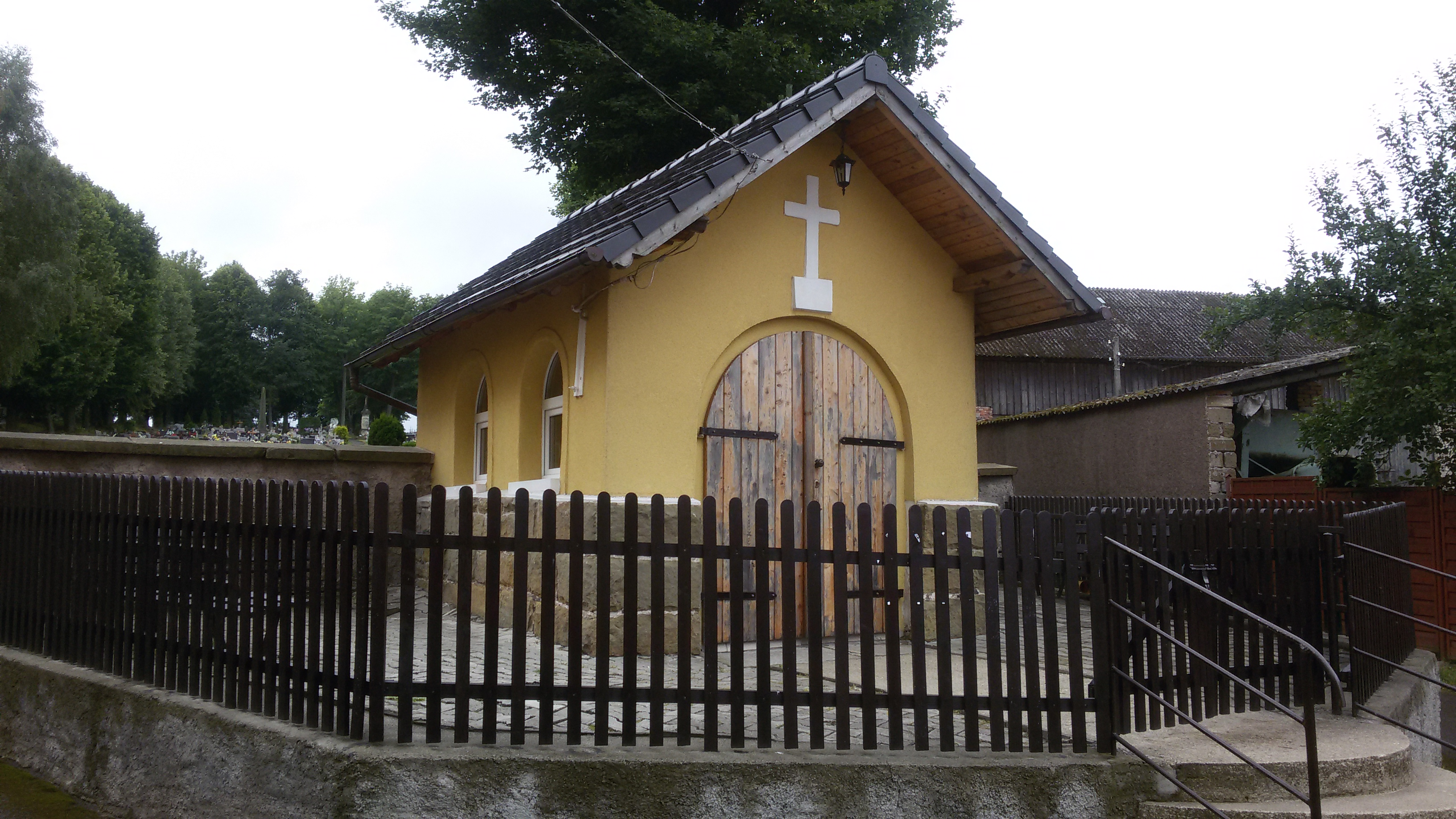
kaplica cmentarna z ok. 1915 r.

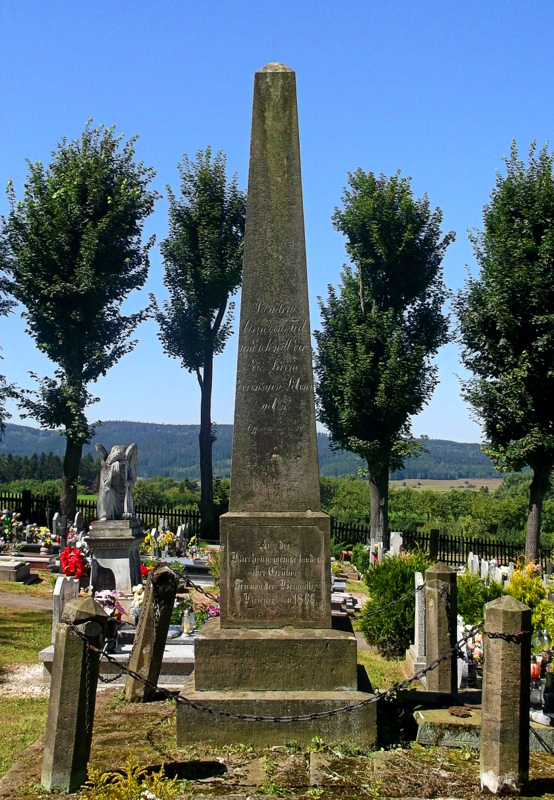
Obelisk - pomnik wojenny 1870-1871

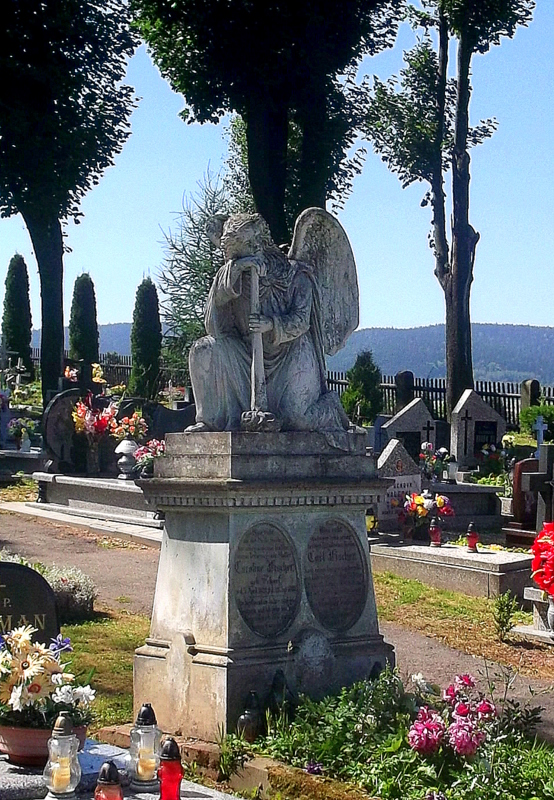
Grób Caroline i Carla Fischerów